# Himesh Patel
Himesh Jitendra Patel (Huntingdon, 13 oktober 1990) is een Britse acteur.

## Levensloop
Patel begon zijn acteercarrière in de BBC soap EastEnders, waar hij de rol van Tamwar Masood van 2007 tot 2016 vertolkte. Hij beleefde in 2019 zijn doorbraak met zijn hoofdrol in de speelfilm Yesterday. In deze film maakte hij zijn debuut als zanger. Later dat jaar volgde een bijrol in de film The Aeronauts.

## Filmografie
- Gemeinsame Normdatei: 1199648809
- International Standard Name Identifier: 0000 0004 7974 0596
- Library of Congress Control Number: no2019140474
- MusicBrainz: 96805554-640f-49ff-b1f8-9c1d317dd025
- Nationale Bibliotheek van Tsjechië: xx0243529
- Système universitaire de documentation: 24141010X
- Virtual International Authority File: 8156988856261001075
- WorldCat: E39PBJmP3Q8cmP3K4RrmP8bDbd